# Castéra-Verduzan
Castéra-Verduzan település Franciaországban, Gers megyében. Lakosainak száma 1042 fő (2022. január 1.). Castéra-Verduzan Ayguetinte, Beaucaire, Bonas, Cézan, Jegun, Larroque-Saint-Sernin és Rozès községekkel határos.

## Népesség
A település népességének változása:
| Lakosok száma | 738  | 753  | 794  | 906  | 955  | 990  | 988  | 1006 | 1015 | 1042 |
|               | 1968 | 1982 | 1990 | 2006 | 2013 | 2015 | 2017 | 2019 | 2020 | 2022 |